# Valami régi (Így jártam anyátokkal)
A Valami régi az Így jártam anyátokkal című televízió-sorozat nyolcadik évadának huszonharmadik epizódja. Eredetileg 2013. május 16-án vetítették, míg Magyarországon 2013. november 11-én.
Ebben az epizódban Robin kétségbeesetten keresi a Central Parkban elásott "valami régit", amit az esküvőjén akart viselni. Marshall és Lily megkérik Tedet, hogy segítsen nekik pakolni, Barney pedig közelebbi kapcsolatba kerül Robin apjával.

## Cselekmény
1994-ben Robin és az apja New Yorkban jártak egy igazi "apa-fia" kiránduláson. Az út során Robin elás egy medált a Central Parkban, arról ábrándozva, hogy ez lesz majd az a "valami régi", amit az esküvőjén viselni fog.
2013-ban Robin arra készül, hogy megkeresi azt az apja segítségével. Ekkor csörög a telefon: Barney telefonon keresi az apját azzal, hogy 15 perc múlva legyen a lézerharcteremben. Robin azt mondja az apjának, hogy megígérte, hogy segít neki, de mikor az apja megkérdezi, hogy tényleg kell-e a segítség, Robin annyit mond csak, hogy nem kell, hülyeség. Így aztán egyedül kezd el ásni.
Eközben Marshall és Lily pakolják a holmijaikat, mert készülnek egy egy éves útjukra Rómába. Nem tudják megítélni, mire van szükségük az útra és mire nem, ezért megkérik Tedet, hogy segítsen, mert ő jó az ilyesmiben. Lily szkeptikus, mert Ted hajlamos nagyon modorosan viselkedni ilyen helyzetben, és valóban: ahogy megérkezik, már Marshall is megbánja a döntését. Ted saját állítása szerint a csomagolás nagymestere, és előadja a történetet, amikor egy kéthetes kirándulásra elegendő volt számára egy "hasitasi", és a helybeliek "El ganso con la riñonera" néven emlegették (amiről Ted azt feltételezte, hogy az elismerés jele, pedig nem az volt, bolondnak nézték). Fontoskodik, hogy bár 3 órától dolga lenne, de segít nekik pakolni, hogy mi megy Olaszországba, és mi az, ami a Bermuda-háromszögbe (a ház előtti részre, ahová bármit leraknak, az pillanatokon belül eltűnik). A szabály egyszerű: amit nem használtak már több mint egy éve, azt ki kell dobni. Néhány olyan cuccot is kidobásra ítél, amit Marshall és Lily szeretne megtartani, de akkor lepődnek meg a legjobban, amikor Ted meg akar tartani egy tíz éves babzsákfotelt. Meggyőzi őket arról, hogy tartsák meg, ám ekkor Marshall és Lily elküldi Tedet hasitasiért. Ted csak útközben jön rá, hogy átverték, és Marshallék már ki is rakták a babzsákfotelt a Bermuda-háromszögbe. Ted, hogy megakadályozza az elvitelét, tüntetőleg ráül a fotelre. Még a közelgő interjúja kedvéért sem hajlandó felkelni, csak ha azt mondják, hogy megtartják. Elmondja, hogy azért olyan fontos ez neki, mert ez volt az első bútoruk, amikor a városba költöztek, és ezzel aludtak egy hétig. Most pedig, hogy Lilyék Rómába mennek, Ted attól fél hogy a barátságuk is "ki lesz dobva", ha már "nem használják egy éve". Megnyugtatják Tedet, hogy ez nem fog megtörténni. Ted csak egy percet kér, hogy elbúcsúzzon a foteltől, majd amikor egy pillanatra elfordul, az már el is tűnt.
Mindeközben Robin továbbra is kétségbeesetten keresi a medált, amit sehol sem lel meg. Barneyt hívja fel telefonon, aki épp a lézerharc kellős közepén van. De amikor Barney megkérdezi, hogy fontos dolog-e, Robin azt mondja, hogy nem, hülyeség. Ezután felhívja Tedet, akinek épp interjúja van a közelben, de amikor megtudja, hogy Tednek elfoglaltsága van, neki is azt mondja, hogy nem kell segítség, mert hülyeség. Ted ennek ellenére perceken belül megjelenik. Ő is azt mondja, hogy azért jött, mert az interjú hülyeség, és mindenki tudja, hogy ha ezt mondja, akkor az fontos dolog. Robin szerint nem mindenki, mert Barneyt is hívta és mégsem jött. Tednek viszont el sem kellett mondani, mi a gond és mégis itt van. Ahogy elkezdenek ásni, Robin elmeséli a medál történetét. Kis kutakodás után meg is találják. Robin úgy érzi, azzal, hogy megvan a medál, megnyugodhat, mert félelmei voltak az esküvővel kapcsolatban. Úgy véli, hogy ezzel az Univerzum küldött egy jelet, hogy készen állnak a házasságra. Csakhogy amikor kinyitja a dobozt, megdöbbenve látja, hogy az üres.
A keresgélés közben Marshall küldött egy üzenetet, hogy Rómába viszik a babzsákfotelt, de Ted megírja nekik, hogy dobják csak ki nyugodtan.
Robin teljesen összeomlik és közli, hogy az Univerzum megadta a jelet, hogy nem szabad hozzámennie Barneyhoz. Ted azt mondja, hogy ez nem igaz, és nincs semmiféle jel. Eközben elkezd az eső is szakadni. Robin megkérdi Tedet, hogy hogy képes pont ő azt mondani, hogy nincsenek jelek, aki a legjobban hisz ezekben. Ted azt mondja, hogy talán hülyeség jelekre várni, mert ő is rengeteg jelet kapott az Univerzumtól, van, amit követett is, és mégsem vezetett sehová. Azt mondja, talán nincsenek is jelek, és értelmetlen várni rájuk, főként ha legbelül rég tudjuk, hogy mit akarunk tenni. Robin ekkor megfogja Ted kezét a szakadó esőben és egymásra néznek.
Mindez idő alatt Barney és a leendő apósa egymás ellen lézerharcolnak, a saját, gyerekekből álló csapatuk élén. Robin Sr. be is keríti Barneyt, de ő kivette a fegyveréből az elemeket és végezni akar vele, de aztán megkegyelmez, és kijelenti, hogy ő győzött. 

## Kontinuitás
- A ház előtti Bermuda-háromszög a "Robin: Kezdőknek" című részben jelent meg.
- Lily és Marshall az "Úton Róma felé" című részben döntötték el, hogy Olaszországba mennek.
- Barney lézerharcmániája a "Hűha, nadrágot le", a "Murtaugh", és "A kétségbeesés napja" című részekben jelent meg.
- A "Rejtély kontra tények" című részben már utaltak arra a farkasvadászatra, amit most ebben az epizódban Robin és az apja felidéznek.
- Ted azt mondja, hogy az eső eleredése nem jel, amivel önmagának mond ellent, hiszen a "Ne már" című részben épp az eső eleredése volt a jel, hogy Robin maradjon.
- Tedre a "Természettörténet" című epizódban is úgy utaltak, mint aki szeret hasitasiba pakolni.
- Barney ismét azt mondja, hogy csak egy szabálya van.
- Robin "A párkereső" című rész óta szkeptikus a szerelemben.
- Barney meghatódik, amikor Robin Sr. a fiának nevezi. Korábban isb így viselkedett, amikor mások is annak szólították ("Nyílt kártyákkal", "Nagy pakolás", "Apu, a fergeteges")

## Jövőbeli visszautalások
- Robin medáljának a holléte a kilencedik évad egyik központi témája.
- Robin végül "Az oltár előtt" című részben kapja meg a jelet.
- Az "Egy tesó árulása" című részből kiderül, hogy Barney meglátta, hogy Ted és Robin fogták egymás kezét.
- Robin apja és Barney között számos hasonlóság van. A szülőkkel való hasonlóság a "Noretta", és a "Margaréta" című rész tárgya.

## Érdekességek
- "A párbaj" című részben látható az a nap, amikor beköltöztek a lakásba, és akkor nem volt teljesen üres a lakás, mint ebben az epizódban állítják, hanem egész szépen be volt rendezve.
- Az epizód címe a harmadik, amely egy hagyományhoz kapcsolódik. Eszerint egy menyasszonynak viselnie kell valamit, ami kölcsönvett, valamit, ami kék, valamit, ami régi, és valamit, ami új. Az első kettő Marshall és Lily esküvőjének az epizódjainak volt a címe.
- Marshall Silvio Berlusconival viccelődik, amit az olasz változatban cenzúráztak.
- Ez az epizód egyike azon keveseknek, amely egy jelenet erejéig sem játszódik a bárban.
- A Central Parkban látható perecárus kocsi ugyanaz, mint ami "Az alteregók" című részben látható volt.

## Vendégszereplők
- Ray Wise - Robin Scherbatsky Sr.
- Albert Tsai - Kaden
- Billy 4 Johnston - Tanner
- Michael Leone - gyerek
- Daniel Harris - gyerek
- Robert Sloan - gyerek
- Jacob Guenther - gyerek
- George Barrera - Mariachi #1
- Eduardo Reynoso Jr. - Mariachi #2
- Sam Marchan - Mariachi #3
- Sonora Chase - egy anya

## Zene
- Wilco - How To Fight Loneliness

## Fordítás
Ez a szócikk részben vagy egészben  a   Something Old című angol Wikipédia-szócikk ezen változatának fordításán alapul.  Az eredeti cikk szerkesztőit annak laptörténete sorolja fel. Ez a jelzés csupán a megfogalmazás eredetét és a szerzői jogokat jelzi, nem szolgál a cikkben szereplő információk forrásmegjelöléseként.